# Akademia tajemniczych sztuk pięknych
Akademia tajemniczych sztuk pięknych (tytuł oryg. Art School Confidential) – amerykański film fabularny (komediodramat) z 2006 roku w reżyserii Terry’ego Zwigoffa, napisany przez Daniela Clowesa. Druga po Ghost Worldzie (2001) współpraca Zwigoffa i Clowesa.